# Roque Rodrigues

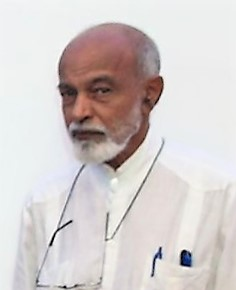
Roque Rodrigues (2020)

Roque Félix Rodrigues (1949) é um político timorense.

## Carreira
Foi Vice-Ministro da Educação, Cultura, Juventude e Desportos no II Governo Transitório. Em 30 de abril de 2002, tornou-se adicionalmente, Secretário de Estado da Defesa
Foi ex-ministro da defesa timorense e teve que renunciar por causa da crise timorense de 2006. Em 2 de outubro de 2006, a Comissão Especial Independente de Inquérito das Nações Unidas descobriu que ele, junto ao Ministro do Interior Rogerio Lobato e o Chefe da Força de Defesa Taur Matan Ruak, agiu ilegalmente na transferência de armas a civis durante a crise. Mais tarde foi consultor de segurança de José Ramos-Horta, causando polêmica e levando, finalmente, à sua demissão.